# Wikipedia Review
Wikipedia Review fue un foro de Internet  y blog dedicados a la discusión de los proyectos de la Fundación Wikimedia, particularmente acerca de los contenidos y conflictos en Wikipedia. La revista digital InformationWeek describió a Wikipedia Review como "uno de varios sitios web que vigilan a Wikipedia", "dedicados a escudriñar Wikipedia y reportar sus defectos". Proporcionó un foro independiente para discutir sobre los editores de Wikipedia y su influencia sobre el contenido de Wikipedia. En su apogeo, incluyó editores activos de Wikipedia, editores retirados, algunos usuarios expulsados y usuarios que nunca habían editado.La última publicación fue el 31 de mayo de 2012.

## Trasfondo.
El sitio fue fundado en noviembre de 2005 por "Igor Alexander", y alojado en ProBoards. El 19 de febrero de 2006 se mudó a un dominio propio usando el software Invision Power Board. El sitio requiere inscripción utilizando una dirección válida de correo electrónico. Su configuración prohíbe el registro con proveedores de correo electrónico que permiten el anonimato. Supuestamente, la razón de esto es para desalentar la operación de cuentas múltiples por un solo usuario (llamados sockpuppets en inglés).
Wikipedia Review ha sido citada por su discusión y evaluación de varios conceptos alrededor de la edición de wikis, como WikiDashboard de Palo Alto Research Company, y como un tema de evaluación para la herramienta.

## Comentario
Seth Finkelstein escribió en el periódico inglés The Guardian que Wikipedia Review ha proporcionado un medio para la investigación en asuntos relacionados con Wikipedia, como por ejemplo la "Controversia Essjay". Cade Metz, escribiendo para The Register, reconoció que, a través de Wikipedia Review, descubrió una lista de correo privada que llevó a la renuncia de un administrador de Wikipedia; también mencionó que una propuesta de Wikipedia conocida como "BADSITES" pretendía prohibir toda mención de Wikipedia Review y sitios similares en Wikipedia. The Independent notó que "las alegaciones contra ciertos administradores fueron prominentes en un sitio llamado Wikipedia Review, donde la gente debate las acciones de los administradores" El sitio web irlandés Silicon Republic sugirió visitar Wikipedia Review a fin de "seguir disputas, discusiones, editores y la burocracia en general acerca de Wikipedia". El escritor Philip Coppens usó algunos posts de Wikipedia Review para un reporte, publicado en Nexus, acerca de WikiScanner y alegaciones que ciertas agencias de inteligencia habían usado Wikipedia para diseminar desinformación.

## Contenido y estructura
Los foros de acceso público de Wikipedia Review se dividen en cuatro áreas generales:
1. Información del foro;
2. Discusión orientada a Wikimedia, la cual contiene sub-foros enfocados en los editores, la burocracia de Wikipedia, meta-discusión, artículos y tópicos generales de Wikimedia que no tienen cabida en otro lugar;
3. Foros de medios de comunicación que contienen una fuente (feed) de noticias y discusión acerca de las noticias y blogs que hablan de Wikipedia/Wikimedia; y
4. Tema libre, relación no relacionada con Wikimedia.[18]